# Юргино
Юргино — деревня в Ленском районе Архангельской области России. Входит в состав Сафроновского сельского поселения.

## География
Находится в юго-восточной части Архангельской области на расстоянии приблизительно 1 км на запад по прямой от административного центра района села Яренск, на реке Кижмола.

## История
Учтена была ещё в 1710 году как деревня с 5 дворами. В 1859 году здесь (деревня Яренского уезда Вологодской губернии) было учтено 9 дворов.

## Население
| 2002 | 2010 | 2012 |
| ---- | ---- | ---- |
| 26   | ↘20  | ↗23  |

Численность населения: 26 человек (1859 год), 22 (русские 100 %) в 2002 году, 20 в 2010.

## Известные уроженцы, жители
В деревне родилась Эпова, Анна Алексеевна (1903—1981) — советская певица ученица Ксении Дорлиак, основательница хора, музыкальный педагог.

## Инфраструктура
Личное подсобное хозяйство с зоной сельскохозяйственного использования, индивидуальная застройка усадебного типа.